# Ramses Debruyne
Ramses Debruyne (Rollegem, 31 augustus 2002) is een Belgisch wielrenner.

## Carrière
Als tweedejaars junior werd Debruyne tweede op het nationale kampioenschap op de weg, achter Dries De Pooter.
In 2023 werd Debruyne, namens de opleidingsploeg van Lotto Dstny, derde in de Ronde van Lombardije voor beloften. Een jaar later maakte hij de overstap naar de opleidingsploeg van Alpecin-Deceuninck. Namens die ploeg reed hij in maart de Youngster Coast Challenge, waar enkel Niklas Behrens hem voorbleef.
In 2025 werd Debruyne prof bij Alpecin-Deceuninck, dat hem na één seizoen overhevelde vanuit hun opleidingsploeg. Zijn eerste wedstrijdkilometers maakte hij dat seizoen in de Tour Down Under.

## Palmares

### Overwinningen
2022
1e etappe Ronde van de Elzas (ploegentijdrit)

### Resultaten in voornaamste wedstrijden
|      | \| Jaar \| Luik-Bast.‑Luik \| Waalse Pijl \| \| ---- \| --------------- \| ----------- \| \| 2025 \| 80e \| opgave \| |             |
| Jaar | Luik-Bast.‑Luik | Waalse Pijl |
| 2025 | 80e | opgave      |

### Resultaten in kleinere rondes
| Jaar | Tour Down Under | Ronde van de VAE | Parijs-Nice |
| ---- | --------------- | ---------------- | ----------- |
| 2025 | 115e            | 41e              | 72e         |

## Ploegen
- 2023 –  Lotto Dstny Development Team
- 2024 –  Alpecin-Deceuninck Development Team
- 2025 –  Alpecin-Deceuninck

Bayer · Boven · Debruyne · Dehairs · Del Grosso · Dillier · Gaze · Ghys · Glivar · Gogl · Groves · Hermans · Hollmann · Janssens · Kielich · Meurisse · Philipsen · Planckaert · Plowright · Price-Pejtersen · Rickaert · Riesebeek · Uhlig · Van Den Bossche · van der Poel · Van Tricht · Vergallito · Vermeersch